# HD165772
HD165772 — хімічно пекулярна зоря спектрального класу
B9 й має видиму зоряну величину в смузі V приблизно  9,9.

## Пекулярний хімічний склад
Зоряна атмосфера HD165772 має підвищений вміст 
Si
.